# Julián Grimau
Julián Grimau, född 18 februari 1911 i Madrid, död (avrättad) 20 april 1963 i Madrid, var en spansk kommunist som avrättades av Francodiktaturen.

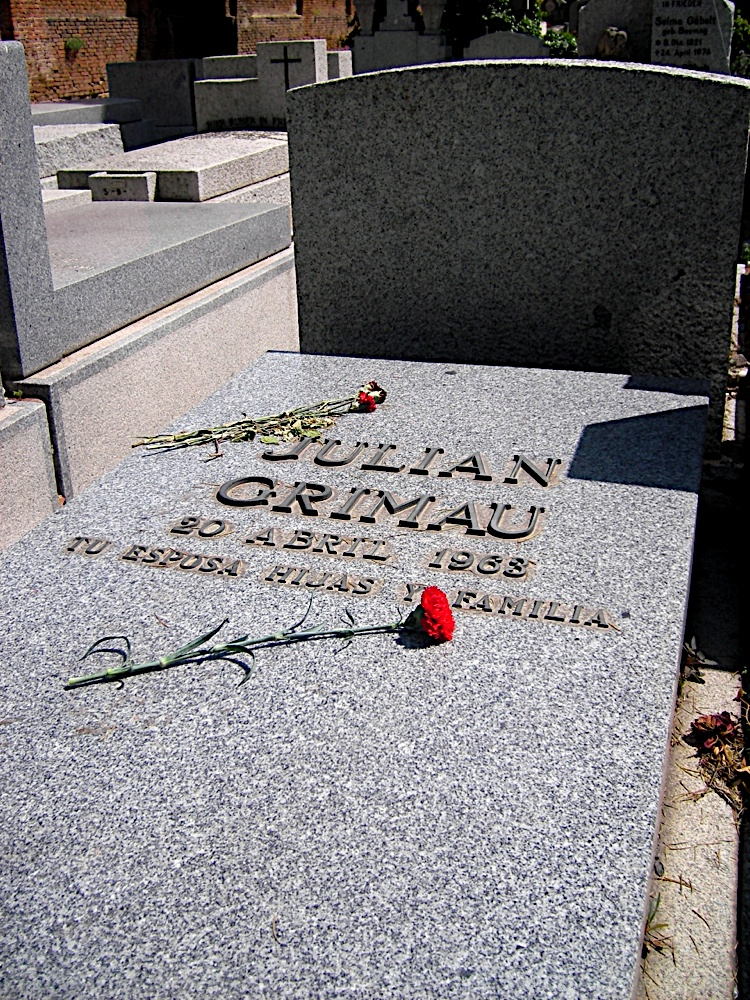
Julián Grimaus gravsten i Madrid.

## Biografi
Vid spanska inbördeskrigets utbrott 1936 anslöt sig Grimau till Spaniens kommunistiska parti och tjänstgjorde som polissekreterare i Barcelona. Under kriget arbetade han i Madrid, Valencia och Barcelona, där han spårade upp anhängare till Francisco Franco och deltog i Chekas, informella domstolar.
Efter Francos seger i inbördeskriget 1939 flydde Grimau till Kuba, och senare bosatte han sig i Frankrike. Vid de spanska kommunisternas kongress i Prag 1954 valdes Grimau in i partiets centralkommitté, och 1962 valdes han till generalsekreterare. Därefter återvände han inkognito till Spanien för att organisera det underjordiska motståndet mot Franco.
Den 7 november 1962 greps Grimau av två agenter från den spanska underrättelsetjänsten på en buss i Madrid och fördes till underrättelsetjänstens högkvarter, där han torterades och kastades huvudstupa från ett fönster. En internationell kampanj för Grimaus frigivning inleddes; demonstrationer hölls världen över, hamnarbetare i flera hamnar vägrade lossa gods från spanska fartyg, och fler än 800 000 telegram skickades till Francoregimen. Påve Johannes XXIII och Sovjetunionens regeringschef Nikita Chrusjtjov vädjade båda till Franco, men trots detta dömdes Grimau till döden efter en fem timmar lång skenrättegång den 18 april 1963 och avrättades genom arkebusering den 20 april 1963.

## Död
Grimau bibehöll sitt engagemang för kommunismen till slutet. Under sin sista rättegång framför en militärdomstol, där han stod anklagad för flera brott inklusive fortsatt militärt uppror, sade han, "Sedan 1936 har jag levt livet som kommunist. Jag kommer att dö som kommunist." Den 20 april 1963 fördes Grimau till avrättningsplatsen i Carabanchel-fängelsets gård. Inför avrättningen genom arkebusering avslog han erbjudandet om en bindel, utropade "Viva el Comunismo!" och avled efter att ha träffats av kulor avfyrade av spanska marockanska trupper.